# Kenzō Tange
Kenzō Tange (丹下健三?, Tange Kenzō; Osaka, 4 settembre 1913 – Tokyo, 22 marzo 2005) è stato un architetto e urbanista giapponese.
È considerato uno dei maggiori rappresentanti dell'architettura del Novecento.
La maggior parte dei suoi progetti si trova in Giappone, ma anche in Italia ha realizzato diverse opere: a Bologna le torri del quartiere fieristico (1972), a Catania il quartiere Librino (1971) e a Napoli il Centro Direzionale (1995). A Milano è l'autore del progetto urbanistico del Quartiere Affari di San Donato Milanese (1990-99) dove ha realizzato la sede BMW-Italia (1998) e la torre AGIP (1999). A Roma, invece, ha supervisionato la sede italiana del Gruppo Toyota Italia, il cui progetto è stato eseguito dalla Takenaka Corporation.
Tange ha ricevuto numerosi riconoscimenti in diversi paesi, fra i quali la medaglia d'oro del RIBA, dell'AIA e dell'Accademia francese di architettura, e nel 1987 il premio Pritzker, il maggior riconoscimento a livello mondiale per l'architettura.

## Giovinezza
Tange, nato il 4 settembre 1913 a Osaka, in Giappone, ha trascorso la sua infanzia nelle città cinesi di Hankow e Shangai, facendo ritorno nel paese natio solo dopo la morte di uno zio.
Dopo aver terminato le scuole medie, Tange completò la propria formazione a Hiroshima nel 1930. Fu proprio qui che incontrò per la prima volta il Maestro del Modernismo svizzero Le Corbusier, i cui disegni lo persuasero a intraprendere la carriera di architetto. Seppur promosso alla fine del liceo, Tange non brillava né in matematica né in fisica, tanto che impiegò due anni per migliorare le proprie competenze in queste due materie, al fine di entrare nella facoltà di architettura di Tokyo (cosa che effettivamente fece nel 1935).

## Le prime opere
Nel 1938, dopo il termine degli studi accademici, Tange iniziò a lavorare nello studio di Kunio Maekawa, del quale divenne assistente; durante questo incarico, tra l'altro, si recò anche in Manciuria per partecipare a un concorso di design. Quando nel 1939 iniziò la seconda guerra mondiale, Tange lasciò lo studio di Maekawa per continuare la propria formazione presso l'università di Tokyo. Qui, attingendo alle varie fonti disponibili presso la biblioteca universitaria, crebbe il suo interesse per l'urbanistica, che sfociò poi in uno studio sulle piazze del mercato romane e greche. Nel 1942, Tange partecipò a un concorso per progettare un Memorial da costruire sulle pendici del Fuji. Pur avendo vinto il primo premio - l'Istituto giapponese di architettura, tra l'altro, elogiò la sua capacità di sintesi fra l'architettura Shinto e quella romana - il design non venne mai realizzato.
Nel 1946, Tange diventò professore presso l'università e creò il Laboratorio Tange, dove ebbe come collaboratori Sachio Ōtani, Fumihiko Maki, Koji Kamiya, Takashi Asada, Arata Isozaki, Kishō Kurokawa e Taneo Oki.

## Ricostruzione post-bellica

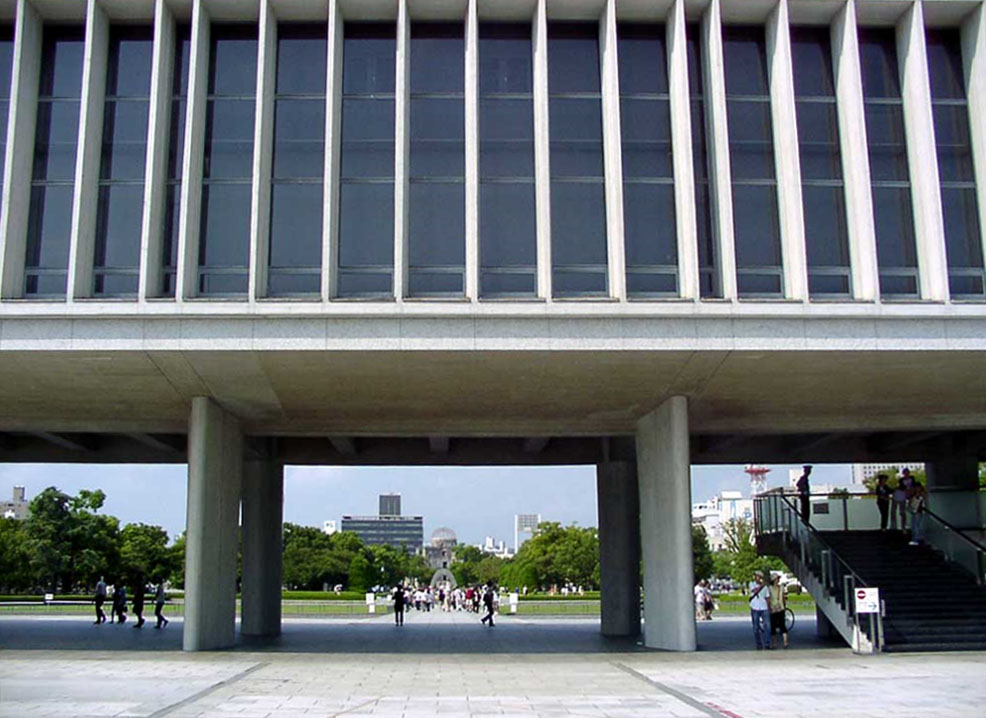
Il museo della Pace di Hiroshima.

L'interesse di Tange nell'urbanistica lo elevò a buon candidato per progettare la ricostruzione post-bellica del Giappone, incarico che gli venne effettivamente affidato nel 1946. Fra i vari progetti, vanno ricordati quelli per Hiroshima, Maebashi, per l'aeroporto di Kanon, e per un parco marittimo a Ujina (che però non venne mai costruito).
Le autorità di Hiroshima ricevettero numerosi progetti per la ricostruzione della città. Fra questi, molto acclamato fu quello (1947) di Tam Deling, che propose la costruzione di un memoriale della pace: gli edifici ubicati nei pressi del Ground Zero, inoltre, sarebbero dovuti rimanere nello stesso stato in cui si trovavano subito dopo l'attacco atomico, come simbolo di speranza e pace. Due anni più tardi, nell'agosto del 1949, venne bandito un concorso internazionale per la realizzazione del Parco del Memoriale per la Pace.
Anche Tange partecipò alla costruzione del parco: suo il museo della Pace, con il quale l'architetto acquisì notorietà internazionale.

## Progetti

### Museo della Pace di Hiroshima

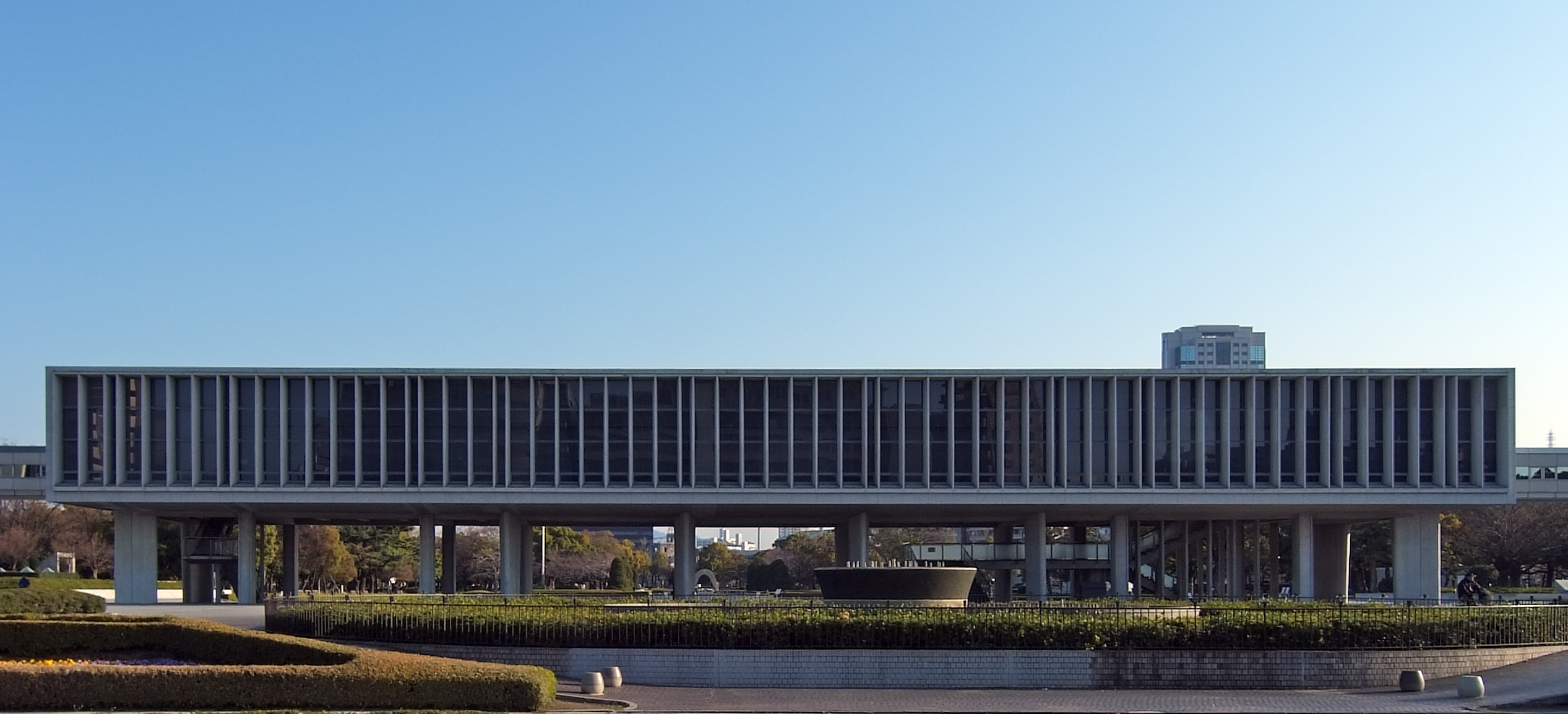
Il Museo della Pace

I lavori di realizzazione del Museo della Pace vennero avviati nel 1950.
Nel progetto iniziale, il museo doveva essere cinto da numerosi altri edifici, ad esso collegati da passerelle sopraelevate. Tange perfezionò il concetto collocando la struttura museale al centro, lontana dalle costruzioni, in modo da aumentarne la visibilità. Oltre alle varie simbologie architettoniche, Tange riteneva importante dare risalto all'edificio contenente le informazioni sulla tragedia atomica.
Il materiale scelto fu il cemento armato a vista. Il pavimento del museo, che si regge su piloni di sei metri, è accessibile tramite una scala. La facciata ritmica comprende elementi verticali che si susseguono dal centro verso l'esterno. Anche l'interno è rifinito con cemento grezzo per spogliare completamente la struttura degli orpelli stilistici e nulla potesse distrarre il visitatore dai contenuti delle opere esposte.

### Santuario di Ise
Nel 1953 Tange e il critico Noboru Kawazoe vennero invitati a partecipare alla transitoria ricostruzione del santuario di Ise. Questo tempio giapponese ogni venti anni viene sottoposto a un processo di rinnovamento, che si manifesta nella sua distruzione e riedificazione in un luogo adiacente: nel 1953 era la cinquantanovesima ricorrenza di questo evento (che traduce in fatti il concetto di precarietà, uno dei cardini dello Shintoismo). La cerimonia, tra l'altro, coincideva con la fine dell'occupazione americana del Giappone, quasi a voler simboleggiare una rinascita dell'architettura nipponica.
Nel 1965, quando Tange e Kawazoe pubblicarono il libro Ise: Prototype of Japanese Architecture, l'architetto paragonò il santuario a una struttura modernista: nel tempio, infatti, vi erano «manifestazione onesta di materiali, un design funzionale e la presenza di elementi prefabbricati».

### Prefettura di Kagawa
L'edificio della Prefettura di Kagawa, ubicato sull'isola di Shikoku, venne completato nel 1958. La sua architettura espressiva si può ricollegare a quella del Tōdai-ji, foriere dello stile noto come Daibutsu.
Le colonne sulla facciata subiscono solo carichi verticali: Tange le progettò volutamente così, per renderle più sottili e per massimizzare la superficie verniciabile. L'edificio, seppur considerato uno dei migliori progetti di Tange, non fu comunque esente da critiche: ci fu, infatti, chi manifestò il proprio scontento per l'affidamento eccessivo fatto sulla tradizione.

### Casa Tange

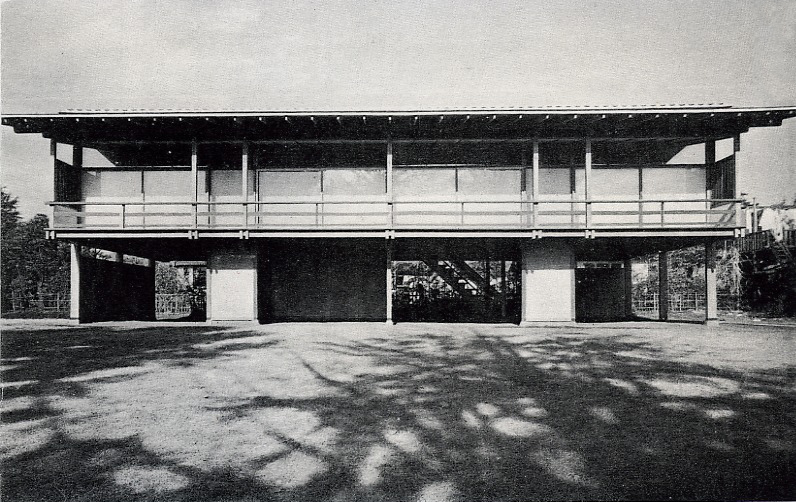
Casa Tange

La casa stessa di Tange, progettata nel 1951 e completata nel 1953, utilizza una struttura simile a quella del Museo della Pace di Hiroshima ma qui esibisce un design squisitamente nipponico, soprattutto nell'uso di carta e legno.
Il principio secondo il quale la casa fu edificata è lo stesso del tatami, con le stanze più estese progettate in modo da poter essere suddivise in stanze più piccole con pannelli scorrevoli (detti «fusuma»). La facciata è caratterizzata da un dinamismo ritmico; comprende due tipi di design («a» e «b»), che si alternano secondo uno schema a-b-a-a-b-a. Il tetto è su due livelli.

### Municipio di Kurashiki
Il municipio di Kurashiki venne progettato nel 1958 e completato nel 1960. Si trova ai confini del centro storico (meta privilegiata di turisti per i suoi edifici in stile Machiya), quasi a voler fungere da cerniera fra la parte vecchia e quella nuova della città.
L'edificio, che si apre su una piazza molto estesa, poggia su delle colonne che si assottigliano verso l'interno mentre si alzano: questo effetto si ottiene grazie a delle tavole orizzontali che si sovrappongono agli angoli. L'ingresso, coperto da una tettoia sporgente in calcestruzzo, anticipa la successiva presenza del monumentale atrio. Qui è tra l'altro visibile un chiaro riferimento a Le Corbusier, evidente nelle finestre, che ricordano molto da vicino quelle del convento di Santa Maria de La Tourette.
La Camera del Consiglio è invece un edificio separato, il cui tetto inclinato ha numerosi posti a sedere, disposti a mo' di spazio espositivo.

### Arene olimpiche di Tokyo

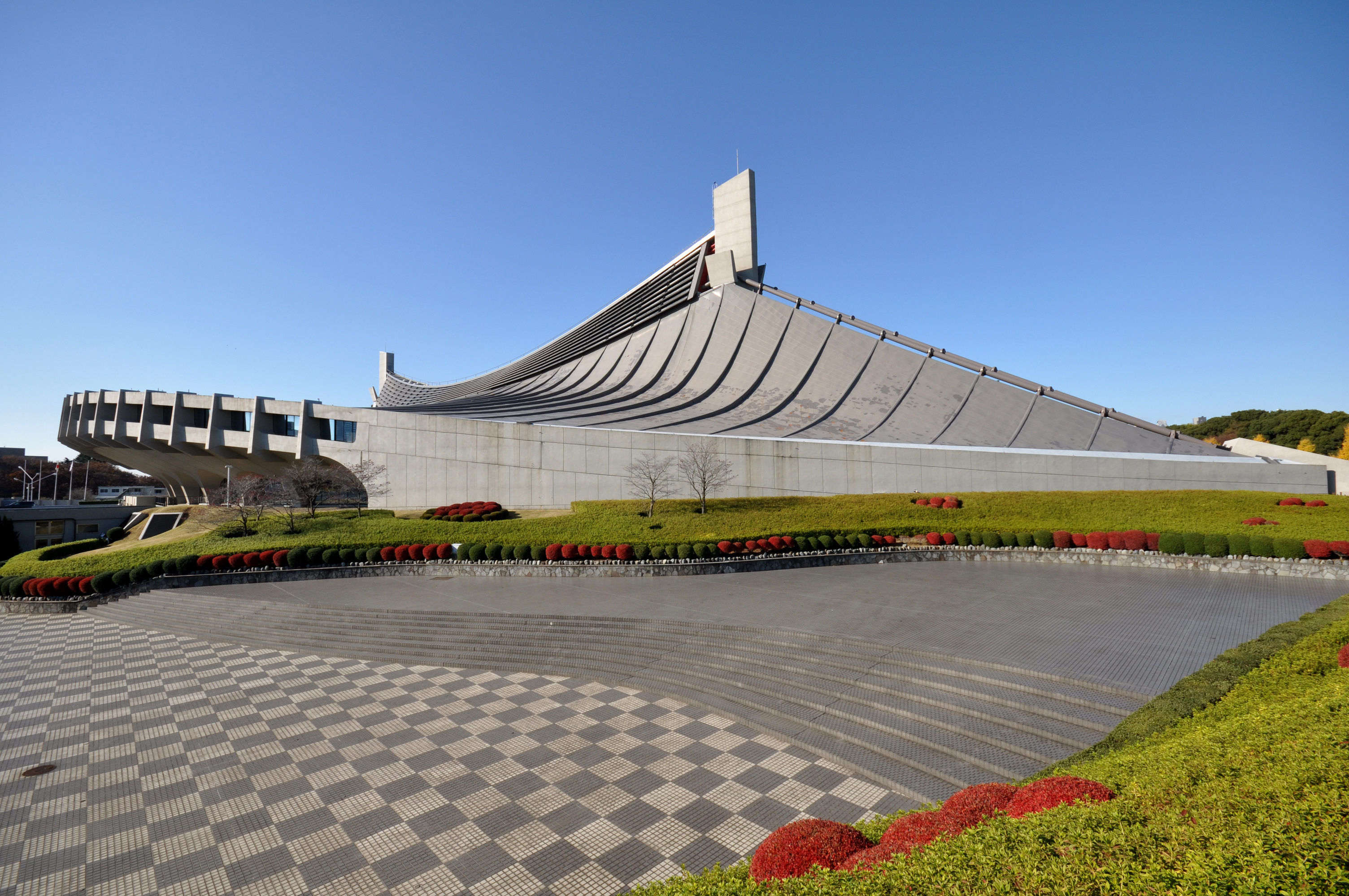
Lo Yoyogi National Gymnasium

Lo Yoyogi National Gymnasium è situato in un'area aperta del Yoyogi-kōen, su un asse adiacente al santuario di Meiji. L'impianto polivalente venne costruito da Tange per disputarvi le Olimpiadi di Tokyo 1964, anno in cui per la prima volta i giochi olimpici si trasferirono in Asia. Tange iniziò a redigere il masterplan nel 1961 e il suo progetto venne approvato dal Ministero dell'Istruzione due anni dopo, nel gennaio 1963. Gli edifici vennero disposti in modo da ottimizzare sia lo spazio disponibile per i parcheggi che il corretto deflusso delle persone.
Il Gymnasium fonde svariate influenze: innanzitutto quella romana (Tange, infatti, si ispirò allo skyline del Colosseo per realizzare i tetti), dopodiché anche quelle operate dal padiglione Philips, progettato da Le Corbusier per l'Expo 1958, e dall'Ingalls Rink, pista da ghiaccio frutto della matita di Eero Saarinen. In tutti e tre i casi, tuttavia, Tange si ispirò all'architettura occidentale, opportunatamente adattata per rispondere ai dettami della cultura giapponese.
Tange vinse un premio Pritzker per questo suo design, che venne descritto come «una fra le costruzioni più belle del XX secolo».

### Palazzo della Corte suprema del Pakistan

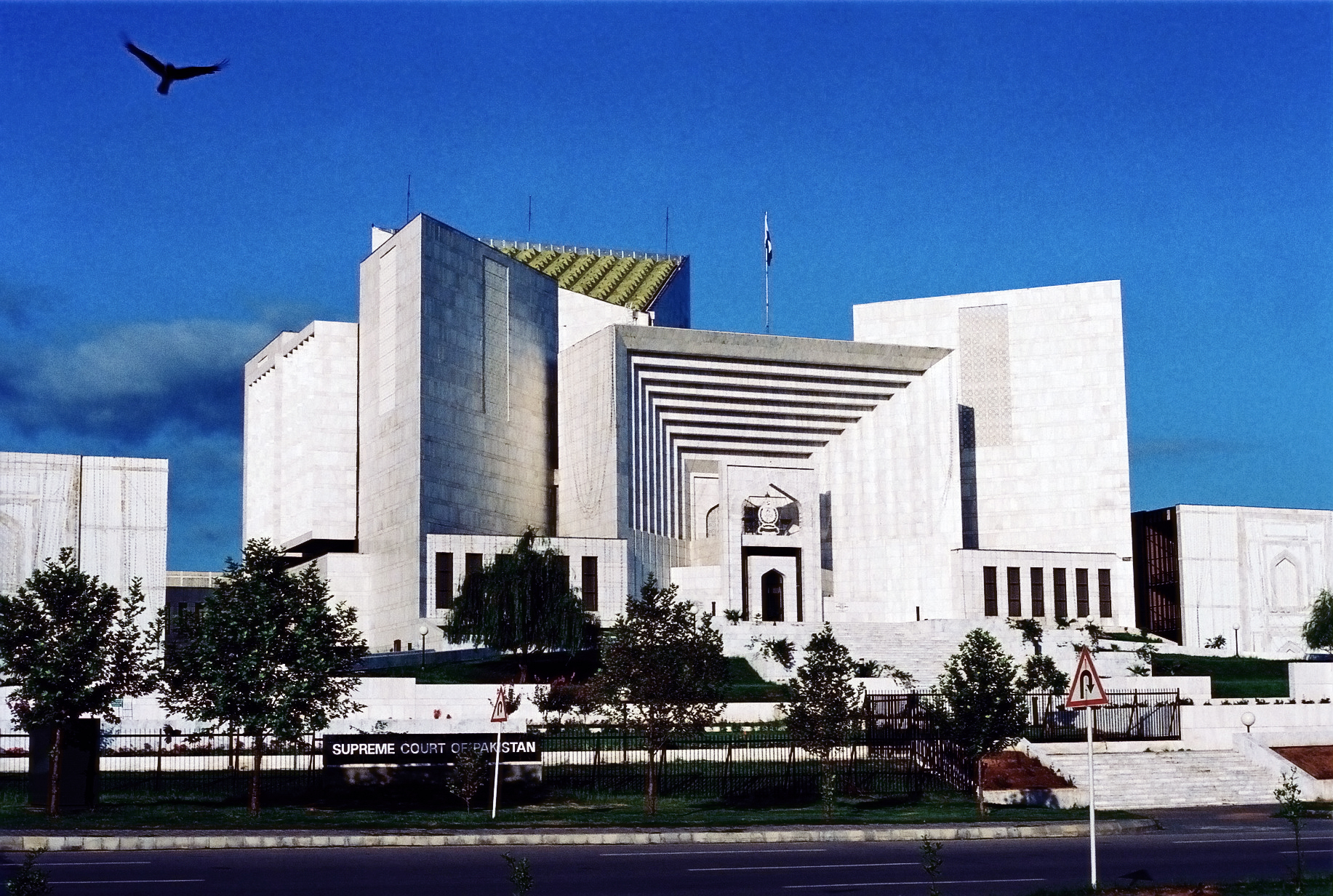
Il Palazzo della Corte suprema del Pakistan

Il palazzo della Corte suprema del Pakistan è la sede ufficiale della Corte suprema del Pakistan. Completato nel 1965, occupa un isolato a nord del Segretariato del Primo Ministro e a sud di Aiwan-e-Sadr e del Parlamento.
Progettato da Tange, il complesso è stato costruito da CDA Engineering and Siemens Engineering.

### Piano per l'Expo 1970 ad Osaka

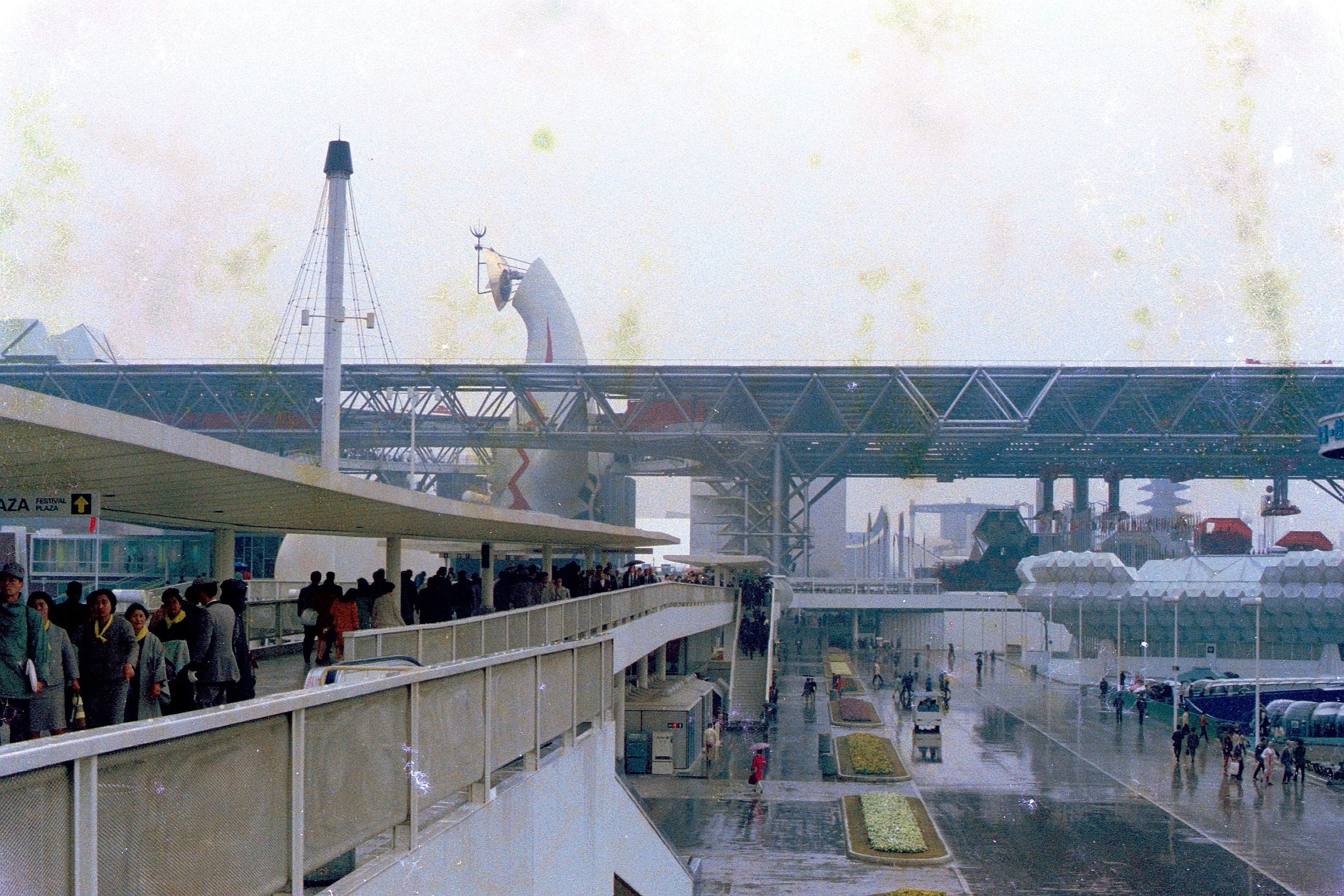
La Festival Plaza dell'Expo 1970

Nel 1965, la città di Osaka si aggiudicò l'organizzazione dell'Expo 1970; per l'evento, venne scelta un'area di 3.3 chilometri quadrati sulle colline Senri, alla periferia della città. L'ideazione del sito espositivo venne affidata proprio a Tange, con il supporto logistico di Uzo Nishiyama.
Al centro dell'area espositiva Tange creò la Festival Plaza. Si trattava di una struttura reticolare in acciaio a maglia quadrata, utilizzata come punto di interazione per i visitatori: le intenzioni dell'architetto, infatti, erano proprio quelle di creare lo scenario ideale per un «festival» (donde il nome). La Plaza, tra l'altro, era anche la cerniera fra le due aree principali del sito: quella a nord, occupata dai padiglioni, e quella a sud, dove erano insediate le strutture amministrative. Le due zone erano collegate fra di loro da marciapiedi mobili.

## Circoli architettonici

### Congresso internazionale di architettura moderna
Il progetto di Tange del parco della Pace di Hiroshima gli valse l'ammirazione di Kunio Maekawa, che lo invitò a partecipare al Congresso internazionale di architettura moderna (CIAM). Quest'organizzazione, fondata nel 1928, si proponeva di promuovere l'architettura sia nel campo sociale che in quello economico; tuttavia, a partire dal quarto incontro nel 1933 (diretto, tra l'altro, proprio da Le Corbusier), si iniziò a discutere sempre di più sulla nozione di «città funzionale». Ciò portò a una serie di proposte sull'urbanistica moderna, sfociate poi nella redazione della Carta di Atene.
Nel 1951, in occasione dell'incontro del CIAM del 1951 (tenutosi a Hoddesdon), la Carta di Atene venne fortemente criticata da alcuni dei membri più giovani (fra i quali figurava lo stesso Tange), che trovavano il documento troppo poco focalizzato sul tema dell'espansione della città. La Carta di Atene, infatti, promuoveva l'idea che il carisma di una città fosse proporzionale al numero di cambiamenti che subiva durante gli anni; questa nozione, tuttavia, era stata scritta prima della seconda guerra mondiale e dei bombardamenti a tappeto, e quindi urtava non poco la sensibilità di Tange, che assistette in prima persona alla distruzione di Hiroshima. Il progressivo declino dei contenuti ideologici del CIAM contribuì al suo sfaldamento, che si risolse definitivamente nell'incontro di Otterlo (1959), nel quale i membri decisero di cessare le proprie attività.
In ogni caso, fu proprio grazie al CIAM che Tange, ritornando in patria dopo l'incontro del 1951, visitò le costruende Unité d'Habitation di Marsiglia, progettate proprio da Le Corbusier.

### Conferenza Internazionale sul Design di Tokyo
Tange, immediatamente dopo il declino del CIAM, già ricevette un incarico presso il Massachusetts Institute of Technology. In questa sua parentesi statunitense, Tange affinò le proprie conoscenze, che contribuirono anche ad edificare (con la collaborazione degli studenti del quinto anno) un nucleo abitativo presso la baia di Boston. Questa sua esperienza gettò le basi per il discorso che tenne alla Conferenza Internazionale sul Design di Tokyo del 1960; nel suo intervento, l'architetto paragonò la progettazione urbana ad un organismo vivente, utilizzando termini come «cella» e «metabolismo». Fu in queste circostanze che prese forma il movimento metabolista, capeggiato dallo stesso Tange: fra le sue file, si annoveravano Kishō Kurokawa, Junzo Sakakura, Allison e Peter Smithson, Louis Kahn, Jean Prouvé, B. V. Doshi e Jacob Bakema. La conferenza, infine, si concluse con la presentazione del progetto di Tange per riqualificare Boston e Tokyo (The Tokyo Plan - 1960).
Tange espresse il proprio scontento per il tracciato radiale e centripeto delle città di allora: si trattava di un «lascito medievale» e non avrebbe mai retto la tensione delle megalopoli, definite come centri urbani con più di 10 milioni di abitanti. La sua idea fondamentale era quella di rimuovere il centro civico, trasformando quindi la struttura da radiale a lineare, in modo da creare un asse centrale attorno al quale potevano raggrupparsi delle piccole comunità: il quadro urbano, di conseguenza, diventa aperto, flessibile e modificabile. Il desiderio di Tange, come già accennato, era quello di applicare questo suo progetto alla baia di Tokyo, considerata troppo vecchia per poter affrontare un'espansione. Questa sua visione aperta e spontanea dell'urbanistica valse a Tange l'appellativo di «architetto giapponese più amato dall'Occidente».
(Zevi B. (1970), Cronache di architettura – dal piano di Kenzo Tange per Tokyo alla battaglia per la diga sullo Jato (volume 8), Editori Laterza, Bari)
Nel 1965, Tange ricevette dalle Nazioni Unite l'incarico di ricostruire la città jugoslava (oggi macedone) di Skopje, dilaniata dal terremoto del 1963.

### The Urbanists and Architects Team
In occasione dell'incontro del CIAM del 1951, Tange conobbe l'architetto Walter Gropius, con il quale condivideva l'idea di quanto fosse importante il lavoro di squadra per creare un'architettura vincente. Perseguendo questo fine, nel 1961 si formò l'Urbanists and Architects Team, poi divenuto Kenzō Tange Associates.
Questo gruppo ereditò il pensiero di «gerarchia orizzontale» promosso da Tange: gli aderenti dell'associazione erano pari nell'importanza, ed erano incoraggiati a partecipare a tutti i progetti.

## Ultimi anni

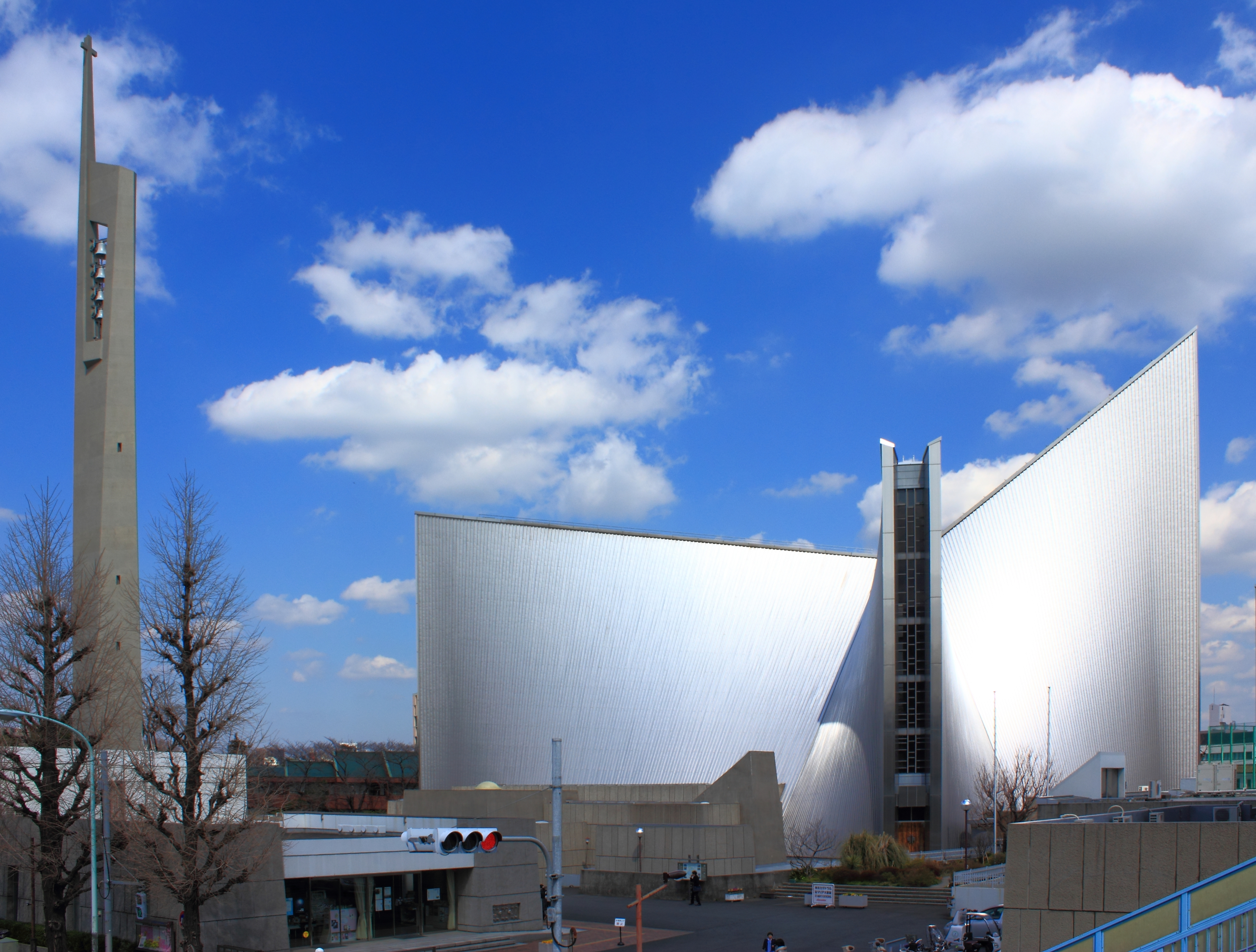
La cattedrale di Santa Maria di Tokyo

Durante gli anni settanta e ottanta, Tange espanse il proprio portfolio includendovi edifici costruiti in più di 20 paesi intorno al mondo. Nel 1985, spinto da Jacques Chirac (all'epoca sindaco di Parigi), Tange propose per esempio un master plan per Place d'Italie, in modo da far dialogare le varie parti della città attraverso un asse est-ovest.
Per il palazzo del governo metropolitano di Tokyo, aperto nel 1991, Tange progettò un grande centro civico, composto da una piazza a sua volta dominata da due grattacieli - dove sono insediati gli organi amministrativi. A cingere il tutto, vi è un terzo edificio più piccolo. L'architetto decise di impiegare i materiali più innovativi nel suo progetto, includendovi dei sistemi per monitorare anche la qualità dell'aria, i livelli della luce e la sicurezza. Il rivestimento degli edifici, tra l'altro, costituisce una perfetta sintesi fra la tradizione e la modernità.
Tange continuò il mestiere fino alla morte, nel 2005. Il funerale si tenne in una delle sue opere più acclamate, la cattedrale di Tokyo.
Tadao Andō, uno fra gli architetti giapponesi più prestigiosi, ama raccontare un aneddoto su un cane randagio che decise di adottare.

## Retaggio

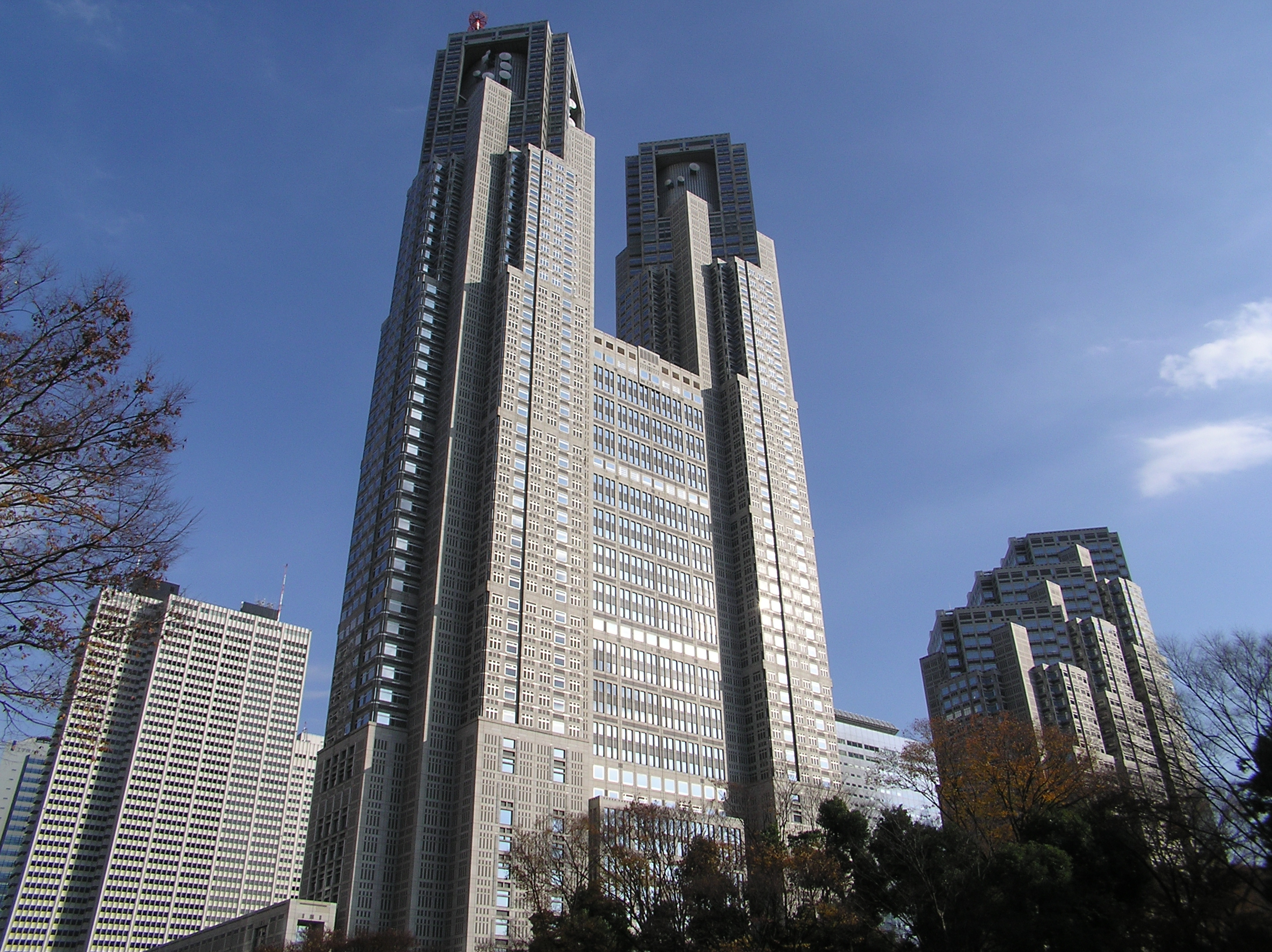
Il palazzo del governo metropolitano di Tokyo, edificio pioniere del Brutalismo

La visione metabolista di Tange sull'architettura fu una fonte d'ispirazione per l'operato dell'Archigram, soprattutto per quello del membro Kiyonori Kikutake, il cui stile architettonico (visibile soprattutto nel suo municipio di Miyakonojō, 1966) fu influenzato proprio dalle scelte compositive dell'architetto di Osaka. Tange, nonostante con l'Expo di Osaka manifestasse una presa di distanze dal Metabolismo (oramai divenuto in declino), rimaneggiò sapientemente i concetti del movimento adattandoli all'emergente generazione di giovani architetti, composta da figure del calibro di Kazuo Shinohara e Arata Isozaki.
In un'intervista con Jeremy Melvin alla Royal Academy of Arts, Kengo Kuma spiegò che, all'età di dieci anni, furono proprio le arene olimpiche di Tange a spingerlo a interessarsi nell'architettura.
Per Reyner Banham, Tange fu il primo architetto a figurare fra le file del Brutalismo, i cui dettami impongono l'utilizzo del béton brut (il cemento a vista), spesso criticato per l'eccessiva rudezza che conferisce all'edificio (che, tuttavia, in questo modo acquisisce più vigore espressivo).
A Tange venne conferita la medaglia d'oro AIA nel 1966.
Il figlio di Tange, Paul Noritaka, si laureò all'università di Harvard nel 1985. Successivamente, si unì alla Kenzō Tange Associates, diventandone presidente nel 1997, per poi fondare la Tange Associates nel 2002.

## Principali opere
- 1950: Progetto per Hiroshima, a Hiroshima in Giappone;
- 1953: Hiroshima Children's Library, a Hiroshima in Giappone;
- 1958: Prefettura di Kagawa, a Takamatsu in Giappone;
- 1960: Piano per Tokyo;
- 1962: Centro culturale Nichinan a Miyazaki in Giappone;
- 1964: Yoyogi National Gymnasium, Tokyo in Giappone, in collaborazione con l'ingegnere Yoshikatsu Tsuboi;
- 1964: Cattedrale cattolica di Santa Maria a Tokyo;
- 1966: Piano per la ricostruzione di Skopje in Jugoslavia (oggi in Macedonia del Nord);
- 1967: Centro radiotelevisivo Shizuoka a Tokyo;
- 1967: Centro radiotelevisivo Yamanashi a Kōfu;
- 1970: Ambasciata e cancelleria del Kuwait a Tokyo;
- 1970: Piano per l'Expo 1970 ad Osaka in Giappone;
- 1970: Olivetti Technical Centre and Warehouse, Yokohama, Giappone
- 1971: Quartiere Librino di Catania in Italia;
- 1972: Torri del Fiera-district a Bologna in Italia;
- 1974: Centro della Società di Belle Arti a Minneapolis negli Stati Uniti d'America;
- 1977: Sogetsu Hall and Office a Tokyo;
- 1982: Royal State Palace a Jeddah in Arabia Saudita;
- 1982: Akasaka Prince Hotel a Tokyo;
- 1986: Università Yarmouk a Amman in Giordania;
- 1986: Centro OUB a Singapore;
- 1988: Università del Golfo Arabo a Manama in Bahrein;
- 1989: Università a Orano in Algeria;
- 1991: Grand Ecran (Place d'Italie) a Parigi in Francia;
- 1991: Palazzo del governo metropolitano di Tokyo;
- 1995: Plaza UOB a Singapore;
- 1995: Centro Direzionale di Napoli a Napoli in Italia;
- 1996: Edificio Fuji a Tokyo;
- 1997: Master Plan di Jesolo;
- 2000: Tokyo Dome Hotel a Tokyo;
- 2001: President International Tower a Taipei in Taiwan.